# NGC 1313
NGC 1313 је спирална галаксија у сазвежђу Мрежица која се налази на NGC листи објеката дубоког неба.
Деклинација објекта је - 66° 29' 43" а ректасцензија 3h 18m 16,0s. Привидна величина (магнитуда) објекта NGC 1313 износи 9,1 а фотографска магнитуда 9,8. Налази се на удаљености од 3,910 милиона парсека од Сунца. NGC 1313 је још познат и под ознакама ESO 82-11, VV 436, AM 0317-664, IRAS 03176-6640, PGC 12286.